# Fulvio Mingozzi
Fulvio Mingozzi (Lagosanto, 6 ottobre 1925 – Roma, 19 settembre 2000) è stato un attore italiano.

## Biografia
Attivo sin dal 1966 come caratterista, ha recitato, seppur in ruoli brevi e marginali, in tutti i film di Dario Argento che vanno da L'uccello dalle piume di cristallo (1970) a Phenomena (1985).
È deceduto a 74 anni a Roma.

## Filmografia

### Cinema
- I due pericoli pubblici, regia di Lucio Fulci (1964)
- Per pochi dollari ancora, regia di Giorgio Ferroni (1966)
- Kriminal, regia di Umberto Lenzi (1966)
- Il grande colpo dei 7 uomini d'oro, regia di Marco Vicario (1966)
- Come rubare la corona d'Inghilterra, regia di Sergio Grieco (1967)
- I due figli di Ringo, regia di Giorgio Simonelli (1967)
- Requiescant, regia di Carlo Lizzani (1967)
- Ad ogni costo, regia di Giuliano Montaldo (1967)
- I giorni dell'ira, regia di Tonino Valerii (1967)
- Nel sole, regia di Aldo Grimaldi (1967)
- Flashman, regia di Mino Loy (1967)
- Il ragazzo che sorride, regia di Aldo Grimaldi (1968)
- L'oro del mondo, regia di Aldo Grimaldi (1968)
- Dio me l'ha data guai a chi la tocca (Komm nur, mein liebstes Vögelein), regia di Rolf Thiele (1968)
- Sette volte sette, regia di Michele Lupo (1968)
- Probabilità zero, regia di Maurizio Lucidi (1969)
- Pensiero d'amore, regia di Mario Amendola (1969)
- Franco e Ciccio sul sentiero di guerra, regia di Aldo Grimaldi (1970)
- No... sono vergine!!, regia di Cesare Mancini (1970)
- Formula 1 - Nell'inferno del Grand Prix, regia di Guido Malatesta (1970)
- Django sfida Sartana, regia di Pasquale Squitieri (1970)
- L'uccello dalle piume di cristallo, regia di Dario Argento (1970)
- Amore Formula 2, regia di Mario Amendola (1970)
- Il mio nome è Mallory... M come morte, regia di Mario Moroni (1971)
- Homo Eroticus, regia di Marco Vicario (1971)
- Detenuto in attesa di giudizio, regia di Nanni Loy (1971)
- Le belve, regia di Giovanni Grimaldi (1971)
- Il gatto a nove code, regia di Dario Argento (1971)
- La tarantola dal ventre nero, regia di Paolo Cavara (1971)
- La coda dello scorpione, regia di Sergio Martino (1971)
- I due assi del guantone, regia di Mariano Laurenti (1971)
- Le inibizioni del dottor Gaudenzi, vedovo, col complesso della buonanima, regia di Giovanni Grimaldi (1971)
- 4 mosche di velluto grigio, regia di Dario Argento (1971)
- Sette orchidee macchiate di rosso, regia di Umberto Lenzi (1972)
- Colpo grosso... grossissimo... anzi probabile, regia di Tonino Ricci (1972)
- Frankenstein '80, regia di Mario Mancini (1972)
- Estratto dagli archivi segreti della polizia di una capitale europea, regia di Riccardo Freda (1972)
- Il magnate, regia di Giovanni Grimaldi (1973)
- Il boss, regia di Fernando Di Leo (1973)
- Provaci anche tu, Lionel, regia di Roberto Bianchi Montero (1973)
- Società a responsabilità molto limitata, regia di Paolo Bianchini (1973)
- Le cinque giornate, regia di Dario Argento (1973)
- Piedino il questurino, regia di Franco Lo Cascio (1974)
- Gatti rossi in un labirinto di vetro, regia di Umberto Lenzi (1975)
- Profondo rosso, regia di Dario Argento (1975)
- ...a tutte le auto della polizia..., regia di Mario Caiano (1975)
- Il grande racket, regia di Enzo G. Castellari (1976)
- Gli amici di Nick Hezard, regia di Fernando Di Leo (1976)
- Roma a mano armata, regia di Umberto Lenzi (1976)
- Napoli violenta, regia di Umberto Lenzi (1976)
- Il trucido e lo sbirro, regia di Umberto Lenzi (1976)
- I padroni della città, regia di Fernando Di Leo (1976)
- La poliziotta fa carriera, regia di Michele Massimo Tarantini (1976)
- La via della droga, regia di Enzo G. Castellari (1977)
- Suspiria, regia di Dario Argento (1977)
- Il cinico, l'infame, il violento, regia di Umberto Lenzi (1977)
- Diamanti sporchi di sangue, regia di Fernando Di Leo (1978)
- Il grande attacco, regia di Umberto Lenzi (1978)
- Occhi dalle stelle, regia di Mario Gariazzo (1978)
- La banda del gobbo, regia di Umberto Lenzi (1978)
- Da Corleone a Brooklyn, regia di Umberto Lenzi (1979)
- L'infermiera nella corsia dei militari, regia di Mariano Laurenti (1979)
- Inferno, regia di Dario Argento (1980)
- Mia moglie è una strega, regia di Castellano e Pipolo (1981)
- Bianco, rosso e Verdone, regia di Carlo Verdone (1981)
- Pierino il fichissimo, regia di Alessandro Metz (1981)
- I nuovi barbari, regia di Enzo G. Castellari (1982)
- La sai l'ultima sui matti?, regia di Mariano Laurenti (1982)
- Assassinio al cimitero etrusco, regia di Sergio Martino (1982)
- Pierino la peste alla riscossa!, regia di Umberto Lenzi (1982)
- Tenebre, regia di Dario Argento (1982)
- Bonnie e Clyde all'italiana, regia di Steno (1983)
- Maladonna, regia di Bruno Gaburro (1984)
- Phenomena, regia di Dario Argento (1985)

### Televisione
- K2 + 1 – serie TV, episodio 1x01 (1970)
- Tre donne, regia di Alfredo Giannetti – miniserie TV, episodio L'automobile (1971)
- La porta sul buio, regia di Dario Argento – miniserie TV, episodio Il tram (1973)
- Diagnosi, regia di Mario Caiano – miniserie TV (1975)
- Il caso Graziosi, regia di Michele Massa – film TV (1981)

#### Carosello
Fulvio Mingozzi ha partecipato ad alcune serie di sketch della rubrica pubblicitaria televisiva Carosello pubblicizzando:
- dal 1965 al 1971, insieme a molti altri attori, le cucine Naonis
- nel 1966 e 1967, con Ugo Tognazzi e Luigi Casellato, la birra Wührer
- dal 1966 al 1969, con Luigi Casellato, Laura Antonelli, Enzo Guarini, Guerrino Crivello, Ester Carloni e Harold Null, la lozione per capelli Endoten di Helen Curtis; con Olga Villi, Ester Carloni e Daniele Formica, le cucine Ariston della Merloni
- nel 1967, con Silvano Tranquilli e Anna Maria Checchi, i sali digestivi Andrews
- dal 1968 al 1971, con Raimondo Vianello, Sandra Mondaini ed Elio Crovetto, il brandy Stock 84 della Stock
- nel 1969, con Aldo Giuffré, le polveri per acqua minerale Idriz della Carlo Erba
- dal 1972 al 1975, con Alberto Lupo, il talco, il deodorante e il cocktail da bagno "Felce Azzurra" della Paglieri.